# Skyrunner World Series 2014
Navigation
2013 2015
La Skyrunner World Series 2014 est la treizième édition de la Skyrunner World Series, une compétition internationale de skyrunning fondée en 2002 par la Fédération internationale de skyrunning. 

## Programme

### Sky
| Nom de la course       | Pays    | Date(s)         | Vainqueur      | Vainqueure    |
| ---------------------- | ------- | --------------- | -------------- | ------------- |
| Zegama-Aizkorri        | Espagne | 25 mai 2014     | Kilian Jornet  | Stevie Kremer |
| Dolomites SkyRace      | Italie  | 20 juillet 2014 | Kilian Jornet  | Laura Orgué   |
| Sierre-Zinal           | Suisse  | 10 août 2014    | Kilian Jornet  | Stevie Kremer |
| Matterhorn Ultraks 46K | Suisse  | 23 août 2014    | Zaid Ait Malek | Stevie Kremer |
| Limone Extreme SkyRace | Italie  | 11 octobre 2014 | Petro Mamu     | Maite Maiora  |

### Ultra
Le circuit Ultra débute par la Transvulcania le 10 mai, se termine par The Rut 50K le 11 septembre et comporte cinq courses. Parmi les 10 premiers au classement général final masculin, trois athlètes ont participé à 4 courses, trois autres ont participé à 3 courses et quatre ont participé à deux courses. L'Espagnol Kilian Jornet domine la saison en remportant le Trophée Kima et The Rut 50K et en terminant à la deuxième place de la Transvulcania. Sage Canaday et Manuel Merillas complètent le podium. Parmi les 10 premières au classement général final féminin, une athlète a participé à quatre courses, trois athlètes ont participé à trois courses, quatre ont participé à deux courses et deux à seulement une course. Emelie Forsberg domine la saison avec une victoire à l'Ice Trail Tarentaise et à The Rut 50K ainsi qu'une deuxième place au Trophée Kima. Anna Frost et Kasie Enman complètent le podium.
| Nom de la course     | Pays       | Date(s)           | Vainqueur             | Vainqueure      |
| -------------------- | ---------- | ----------------- | --------------------- | --------------- |
| Transvulcania        | Espagne    | 10 mai 2014       | Luis Alberto Hernando | Anna Frost      |
| Ice Trail Tarentaise | France     | 13 juillet 2014   | François D'Haene      | Emelie Forsberg |
| Speedgoat 50K        | États-Unis | 19 juillet 2014   | Sage Canaday          | Anna Frost      |
| Trophée Kima         | Italie     | 31 août 2014      | Kilian Jornet         | Kasie Enman     |
| The Rut 50K          | États-Unis | 11 septembre 2014 | Kilian Jornet         | Emelie Forsberg |

### Vertical
| Nom de la course                      | Pays       | Date(s)           | Vainqueur         | Vainqueure        |
| ------------------------------------- | ---------- | ----------------- | ----------------- | ----------------- |
| Transvulcania Kilometro Vertical      | Espagne    | 8 mai 2014        | Bernard Dematteis | Elisa Desco       |
| Kilomètre vertical Face de Bellevarde | France     | 11 juin 2014      | Marco Moletto     | Laura Orgué       |
| Dolomites Vertical Kilometer          | Italie     | 18 juillet 2014   | Urban Zemmer      | Laura Orgué       |
| Lone Peak Vertical Kilometer          | États-Unis | 12 septembre 2014 | Kílian Jornet     | Stéphanie Jiménez |
| Vertical Grèste de la Mughéra         | Italie     | 10 octobre 2014   | Kílian Jornet     | Christel Dewalle  |